# No buts!
«No buts!» es el noveno sencillo de la cantante japonesa de I've Sound, Mami Kawada. La canción titular de este sencillo fue utilizada como canción de apertura de la segunda temporada de la serie de anime: To Aru Majutsu no Index, siendo la quinta canción que Mami Kawada realiza para esta serie. Este sencillo es el tercero más exitoso de la carrera de la intérprete, pues alcanzó el quinto puesto de la lista Oricon vendiendo más de 15 000 copias.
Este sencillo se publicó como de costumbre con una edición limitada de CD y DVD y una edición solo de CD.

## Canciones
1. No buts!
Letra: Mami Kawada
Composición: Tomoyuki Nakazawa
Arreglos: Tomoyuki Nakazawa y Takeshi Ozaki
2. Satanic
Letra: Mami Kawada
Composición: Tomoyuki Nakazawa
Arreglos: Tomoyuki Nakazawa y Takwshi Ozaki
3. No buts! (Instrumental)
4. Satanic (Instrumental)